# Raión de Bolshoye Soldátskoye
El raión de Bolshoye Soldátskoye (ruso: Большесолда́тский райо́н) es un distrito administrativo y municipal (raión) ruso perteneciente a la óblast de Kursk. Se ubica en el suroeste de la óblast. Su capital es Bolshoye Soldátskoye.
En 2021, el raión tenía una población de 10 599 habitantes.
El raión comprende un conjunto de áreas rurales ubicadas al sur de Kurchátov, cercanas a la frontera con Ucrania, aunque el raión en sí no es fronterizo. Por su cercanía a la ciudad de Sudzha, capital de la ocupación ucraniana del óblast de Kursk, el raión de Bolshoye Soldátskoye es desde 2024 uno de los lugares más peligrosos de Rusia, pues se halla bajo amenaza permanente de incursión militar ucraniana.

## Subdivisiones
Comprende un total de 64 localidades rurales. A efectos de autogobierno local (descentralización), se agrupan en siete asentamientos rurales, que reciben el nombre tradicional de selsovet (сельсовет), y que son los siguientes:
- Bolshoye Soldátskoye (la capital)
- Volokonsk
- Liubímovka
- Liubostan
- Nízhneye Grídino
- Samoriádovo
- Storozhevoye

El actual mapa de autogobierno local data de varias fusiones de ayuntamientos que tuvieron lugar en 2010. Sin embargo, a efectos de división territorial de los órganos internos federales y de la óblast (desconcentración), se sigue dividiendo en los doce selsovety que se habían definido en 2004, y que crearon sus ayuntamientos conforme a dicho mapa en 2006. Los cinco selsovety que siguen existiendo como áreas administrativas, pero desde 2010 sin ayuntamiento, son:

- Izvekovo (integrado en Nízhneye Grídino)
- Borshchen (integrado en Volokonsk)
- Skoródnoye (integrado en Liubostan)
- Rozgrebli (integrado en Bolshoye Soldátskoye)
- Rzhava (integrado en Bolshoye Soldátskoye)